# 1870 dans les parcs de loisirs
| Années des parcs de loisirs : 1867 - 1868 - 1869 - 1870 - 1871 - 1872 - 1873    |
| Décennies des parcs de loisirs : 1840 - 1850 - 1860 - 1870 - 1880 - 1890 - 1900 |

## Les parcs d'attractions

### Ouverture
- Cedar Point ( États-Unis)
- Gallops Grove ( États-Unis)